# Paradmete
Paradmete là một chi ốc biển, là động vật thân mềm chân bụng sống ở biển trong họ Volutomitridae.

## Các loài
Các loài trong chi Paradmete gồm có:
- Paradmete arnaudi Numanami, 1996[3]
- Paradmete breidensis Numanami, 1996[4]
- Paradmete cryptomara (Rochebrune & Mabille, 1885)[5]
- Paradmete curta (Strebel, 1908)[6]
- Paradmete fragillima (Watson, 1882)[7]
- Paradmete longicauda (Strebel, 1908)[8]
- Paradmete percarinata Powell, 1951[9]